# Lockheed Martin LMXT
De Lockheed Martin LMXT zou een nieuw tankvliegtuig zijn, ontworpen door Lockheed Martin in samenwerking met Airbus in opdracht van de United States Air Force (USAF). 

## Ontwikkeling
Vanwege het enorme verbruik van kerosine wil het Amerikaanse ministerie van defensie nieuwe en zuiniger tankers en de operationele effectiviteit vergroten. De USAF is sinds 2011 bezig met de vervanger van de Boeing KC-135 Stratotanker. In 2011 won Boeing een contract voor 179 KC-46 tankers.
In 2024 was er weer een competitieronde, waarvoor Lockheed Martin in samenwerking met Airbus de LMXT heeft ontworpen. Het nieuwe toestel werd onthuld op 17 september 2021.
De tanker gebaseerd op de huidige commerciële A330 en is een geavanceerdere versie van de A330 MRTT. De LMXT kan meer brandstof meenemen en grote afstanden afleggen. Het vliegtuig komt in 2029 in dienst, als de USAF het ontwerp kiest. De productie en aanpassing van de LMXT-tanker zou plaatsvinden in Mobile, Alabama en bij Marietta in Georgia.
In oktober 2023 besloot Lockheed Martin zich terug te trekken uit het project. Het zal niet meedingen naar een order voor 75 tankvliegtuigen, al heeft Airbus besloten alleen verder te gaan. Lockheed Martin wil de kennis en vrijgekomen capaciteit benutten voor andere projecten, waaronder 
de next-generation aerial refueling system of NGAS.